# Nachtwachtlaan
De Nachtwachtlaan is een laan in Amsterdam-West.
De straat is op 14 oktober 1964 vernoemd naar het schilderij De Nachtwacht van Rembrandt van Rijn. De straat, die van zuid naar noord loopt vormt de westelijke grens van het Rembrandtpark. Ze werd in de loop van de jaren zeventig een parallelweg van de Ringweg-West, zonder dat ze daarmee een directe verbinding heeft. Oorspronkelijk begon de straat al bij de plaats waar de Schipluidenlaan een 90-gradenbocht maakte bij het (inmiddels gesloopte) Andreas Ziekenhuis. In dat stuk tot aan brug 688 stond nauwelijks bebouwing. Toen daar de wijk Andreas Ensemble werd gebouwd, werd dat stukje straat omgedoopt tot Hendrikje Stoffelstraat, ook al een verwijzing naar Rembrandt. De Nachtwachtlaan begint vanaf toen bij brug 688, een viaduct in de Cornelis Lelylaan. De straat kent vervolgens bebouwing meest aan de oostkant tot aan Postjesweg. Het zuidelijkste gebouw is het kantoorgebouw Ringpark van architecten Frederik Willem de Vlaming en Harry Salm, rondom de opening in 1967 beter bekend als De Rode Hoed (op het dak stond een rood reclamebord voor Nedlloyd). Daarna volgt opvallende laagbouw (één bouwlaag) van een Montessorischool. Naar het noorden toe staan vervolgens twee torenflats aan de oostkant en drie aan de westkant. Deze torenflats, met zestien bouwlagen en parkeergarages en vijftig meter hoog, maken deel uit van een complex dat werd ontworpen door Piet Zanstra, Ab Gmelig Meyling en Peter de Clercq Zubli. Dat complex bestaat uit totaal negen torenflats en twee kantoorgebouwen aan de Nachtwachtlaan en Staalmeesterslaan, de voortzetting van de Nachtwachtlaan richting noorden. Het wooncomplex, waarvoor rond 18 juni 1969 de eerste heipaal de grond inging, zou 810 woningen herbergen. 
In de ogen van Cornelis van Eesteren was het terrein van de straat en bebouwing nog onderdeel van het Rembrandtpark. Dat park lag lang op de tekentafel vanwege geldgebrek en zou eigenlijk pas nadat de flats klaar waren ingericht worden. Bij de bouw van de flats is rekening gehouden met een langzame overgang tussen het park en de bebouwing. De straat is lommerrijk en de parkeergarages liggen onder beplanting naar een ontwerp van de landschapsarchitecte van het park, Janneke Willemsen/Janneke Theelen.  